# Транспорт в Бургас
Град Бургас е голям транспортен възел за България, през града преминава паневропейски транспортен коридор 8 където се събират железопътен, автомобилен, въздушен и морски транспорт. Бургас е наред със София един от основните елементи в България на бъдещата опорната европейска транспортна мрежа (TEN-T) на ЕС.

## Градски транспорт
В Бургас към юли 2011 г. се обслужват 28 вътрешноградски и крайградски линии, от които 26 автобусни и две тролейбусни. Линиите до 2013 г. се оперират от „Бургасбус“ ЕООД (общинска фирма), „Комфорт“ ООД и „Бургасволан 95“. От февруари 2013 г. линиите, обслужвани от „Бургасволан 95“, се обслужват от „Бургасбус“ ЕООД. От 2016 г. линиите, обслужвани от „Комфорт“ ООД, също се обслужват от „Бургасбус“ ЕООД. От 1 май 2010 г. цената на билета за градски транспорт е един лев. От 1 декември 2017 г. цената на единичния билет се покачва на 1,30 лв. Като причина за увеличаване на цената се изтъква липсата на пари за части за поддръжката на обновения през 2013 година автопарк на общинския превозвач. (Актуални разписания и маршрути на линиите на всички превозвачи се намират на )
Към юли 2020 г. всички градски линии се оперират от местната общинска фирма „БургасБус“ ЕООД. Градът разполага с 16 линии на градския транспорт и 1 нощна линия свързваща Славейков – Бр.Миладинови – Център – Възраждане – Меден рудник зона А, Б, В, Г. Цената на билета за пътуване в Бургас е 1.50 лв. Билетът на нощната линия е 2 лв.

### Автогара „Запад“
Автогара „Запад“ се намира до жп гара „Владимир Павлов“. Автогарата обслужва пътниците от и за населените места от вътрешността на Бургаска област и страната, както и преминаващите през града автобуси, извършващи междуобластни превози .

### Автогара „Юг“
Автогара „Юг“ се намира в близост до „площад Царица Йоанна“ в непосредствена близост до жп гара Бургас, търговските улици „Александровска“ и „Алеко Богориди“, и централния вход на Пристанище Бургас. Автогарата обслужва пътниците, пътуващи до населените места и курорти по Южното и Северно Черноморие, а също така и пътуващите за градовете София, Пловдив, Русе, Разград и Шумен .

## Въздушен
Летище Бургас е разположено в бургаския квартал Сарафово, на 10 км от центъра на града. Заема второ място по пътникопоток в страната след летище София. През 2009 г. са обслужени 1 704 634 пътници. През 2018 г. Летище Бургас посреща над 3 200 000 пътници (рекорд).

## Воден
В града се намира пристанище Бургас.

## Железопътен
Бургас разполога с шест жп гари: Централна гара, гара Владимир Павлов, гара Долно Езерово, гара Сарафово, гара Бургас – Разпределителна и техническата гара с 5 коловоза.
От Бургас има редовни директни пътнически влакове за София, Пловдив, Стара Загора, Сливен, Ямбол, Карнобат и Варна. Актуални разписания се намират на официалната страница на Българските Държавни Железници.

## Автомобилен
През града минават европейските пътища E87 и E773. През юли 2013 г. завърши строителството на магистрала Тракия, свързваща Бургас с Пловдив и София. Проектираната магистрала Черно море ще свързва Бургас с Варна.

## Тръбен
Към ноември 2010 г. текат проучвания за екологичното въздействие на евентуален нефтопровод Бургас-Александруполис.